# Sângeorz-Băi
Sângeorz-Băi (węg. Oláhszentgyörgy) – miasto w Rumunii, w okręgu Bistrița-Năsăud, w Siedmiogrodzie. Liczy 11 tys. mieszkańców (2006).